# Ruta T-20
La ruta T-20 es una ruta que abarca la región de Los Ríos en el sur de Chile. La ruta se inicia en San José de la Mariquina (Cruce con ruta 202) y finaliza en Mehuín. Gran parte de la ruta pertenece al proyecto Ruta Costera. Esta ruta está totalmente pavimentada desde San José hasta Mehuín. En el año 2022 se hizo un recapado para arreglar baches en el camino. La empresa Quilín fue quién hizo estos trabajos. Esta ruta es altamente transitada durante la temporada de verano (Diciembre, enero y febrero) debido a las playas de la costa de Mariquina y Toltén. 
Esta ruta se bifurca con la Ruta 202 en el kilómetro 0 de esta ruta en el sector del restaurant Pancul, además se bifurca con la Ruta T-230 en el pueblo de San José de la Mariquina (kilómetro 1), más adelante a la salida del pueblo de San José se bifurca con la Ruta T-248 que se dirige al sector de Cuyinhue, Cuyán y Santa María (Kilómetro 3). 1 kilómetro después se bifurca con la Ruta T-240 que lleva al sector de Puringue Pobre. Más adelante, en el sector de Lingue se bifurca con el camino que se dirige al sector de Mehuín Bajo y Los Venados (Ruta T-250). Al llegar a Mehuín justo en el sector de la costanera se bifurca con la Ruta T-270-S.

## Enlaces
Kilómetro 0: Valdivia, Ruta 5 (Hacia Autopista Ruta de Los Ríos) (Ruta 202) y Estación Mariquina.
Kilómetro 3: Cuyinhue, Santa María, Cuyán
Kilómetro 4: Puringue Pobre
Kilómetro 15: Mehuín Bajo, Los Venados, Mississippi
Kilómetro 16: Pichilingue
Kilómetro 25: Villa Nahuel
Kilómetro 27: La Caleta
Kilómetro 28: Mississippi, Maiquillahue, Costanera Mehuín

## Sectores en Ruta
Kilómetro 1: San José de la Mariquina
Kilómetro 3: Puringue Pobre
Kilómetros 4 al 9: Puringue Rico
Kilómetros 10 al 12: Huautro
Kilómetros 16 al 18: Lingue
Kilómetros 19 al 22: Yeco
Kilómetro 24: Piutril
Kilómetro 26: Villa Nahuel
Kilómetros 27 y 28: Mehuín

## Puentes
Kilómetro 1: Puente San José (Río Cruces)
Kilómetro 2: Puente Quechuco (Estero Quechuco)
Kilómetro 10: Puente Huautro N°1
Kilómetro 12: Puente Huautro N°2
Kilómetro 16: Puente Lingue (Río Lingue)
Kilómetro 21: Puente Yeco
Kilómetro 24: Puente Piutril
Kilómetro 26: Puente Negro